# Канун (Албанија)
Канун (гегски албански Kanû/-ja, други називи на албанском: doke, zakon, venom, usull, itifatk, adet, sharte, udhë, rrugë) скуп је албанских традиционалних обичајних закона, који су усмјеравали све аспекте албанског племенског друштва.
Најдаље у посљедњих пет вијекова до данас, албанске обичајне законе одржавале су у животу усмена предања племенских старјешина. Успјех у њиховом очувању искључиво кроз усмена предања наглашава њихову универзалну отпорност и пружа доказе о њиховом вјероватно древном поријеклу. Снажни предхришћански мотиви помијешани са мотивима из хришћанског доба одражавају раслојавање албанског обичајног права кроз различита историјска доба. Временом су албанска обичајна права доживјела свој историјски развој, мијењана су и допуњавана новим нормама, у складу са одређеним захтјевима друштвено-економског развоја. Беса и част су од великог значаја у албанском обичајном праву као камен темељац личног и друштвеног понашања.
Прву познату кодификацију албанског усменог обичајног права објавила је османска администрација у 19. вијеку. Неколико регионалних албанских обичајних закона је прикупљено и објављено током 20. и 21. вијека, укључујући Канун Леке Дукађина, Канун Скендербега и Канун Лаберије. Током комунистичке власти, у Албанији је укинула обичајно право. Међутим, спровођење обичајног права је враћено након колапса државних институција у Албанији и Косову и Метохији током деведесетих година 20. вијека. У Албанији је примјерна обичајног права посебно уочљива у питањима која се односе на имовинско право.

## Назив
Израз канун потиче од грчке ријечи κανών (канон), што између осталог означава нешто по чему треба судити; правило, законик или опште начело, а пренијета са грчког на арапски, а затим на рани турски језик. Израз је распрострањен током османске владавине. Било је толико широко коришћено међу Албанцима да када је нешто било легално, говорило се да је „канун”, а када нешто није легално онда „канун не дозвољава”. Обичајно право се звало „канун”. Марија Амелија фон Годин је мислила да су Османлије дале назив канун и да је албански назив Лек (лат. lex) тек касније схваћено као властито име које се приписује касносредњовјековном племићу из породице Дукађин.
Осим израза канун, коришћене су и друге ријечи турског екстракта (усул, итифак, адет, шарте) или у албанској перифрази пут или путања (rrugë или udhë). У Мартанешу или Черменику је познат као „канун”, у Тоскерији је познат као „Канун Адета”, у Лаберији „Шарт Идриза Суље”, у Брегу „Отвор Химерин” (алб. Venomet e Himarës), док се у Дебру, Курбину, Бенди и Тамади назив „закон” (позајмљено из словенских језика).
Према Екрему Чабеју, Мартину Цамају и Михаелу Шмит-Некеу, најстарија албанска ријеч по којој је познато обичајно право била је doke, која у преводу значи „обичај”, „навика” или „предање”.

## Поријекло
Раслојавање албанског усменог обичајног права кроз различите историјске епохе огледа се у његовим снажним предхришћанским мотивима помијешаним са мотивима из хришћанског доба; идентификовани су сљедећи слојеви: преиндоевропски, индоевропски, старогрчки, староримски, општи балкански и османски.
Неки научници су албански Канун дефинисали као скуп традиција које су мање-више древне и распрострањене на Балкану и подручју Средоземља, али га треба посматрати независно као „обичајни законик и нормативно насљеђе” народа који је, на основног друштвеног смисла, створио правни систем који је био аутономан од закона који су спроводили различити освајачи. Другим ријечима, може се дефинисати као „устав” друштвеног система без државности.
Албански Канун садржи неколико уобичајених концепата који потичу од паганских вјеровања, укључујући посебно култ предака, анимизам и тотемизам, који датирају много прије периода Леке Дукађина. Упоређујући планински Канун са Илијадом и Одисејом, јапански научник Казухико Јамамото је закључио да су основни етнички концепти друштвене структуре без државности Хомеровог доба — „вјера”, „част”, „крв”, „освета”, „храна” и „гост” — исти као уобичајени концепти албанског племенског друштва.
Британски антрополог и писац Идит Дарам сугерише да Канун вјероватно датира из културе бронзаног доба. Други научници сугеришу да садржи елементе из индоевропских преисторијских епоха. Други опет претпостављају да може произаћи из древних илирских племенских закона.
Најмање у посљедњих пет вијекова па све до данас, Канун су у животу одржале само усмено албанске племенске старјешине. Успјех у његовом очувању искључиво кроз усмене системе наглашава његову универзалну отпорност и пружа доказе о његовом вјероватно древном поријеклу. У својој кодификацији Кануна Стефан Гечов је додао фусноте везане за римско право, а ранији аутохтони правни систем који је преживио римску влас може се видјети у doke.